# ZIC2
ZIC2‏ (Zic family member 2) هوَ بروتين يُشَفر بواسطة جين ZIC2 في الإنسان.